# Głęboki Potok (dopływ Łomnicy)
Głęboki Potok (słow. Hlboký potok, niem. Tiefer Graben, węg. Mély árok, Szeles víz) – potok płynący Doliną Łomnicką w słowackiej części Tatr Wysokich. Powstaje na wysokości ok. 992 m n.p.m., u podnóża Łomnickiej Grani z połączenia Głębokiej Wody i Szkaradnej Wody. Głęboki Potok kieruje się na południowy wschód, przepływa przez Tatrzańską Łomnicę, poniżej której na wysokości ok. 769 m n.p.m. wpada do potoku Łomnica jako jej orograficznie prawy dopływ. Wbrew nazwie jest stosunkowo płytki.
Wzdłuż Głębokiego Potoku nie ma poprowadzonych żadnych znakowanych szlaków turystycznych.